# Jessi Colter
Jessi Colter, pseudonimo di Mirriam Johnson (Phoenix, 25 maggio 1943), è una cantante statunitense, esponente di musica country.

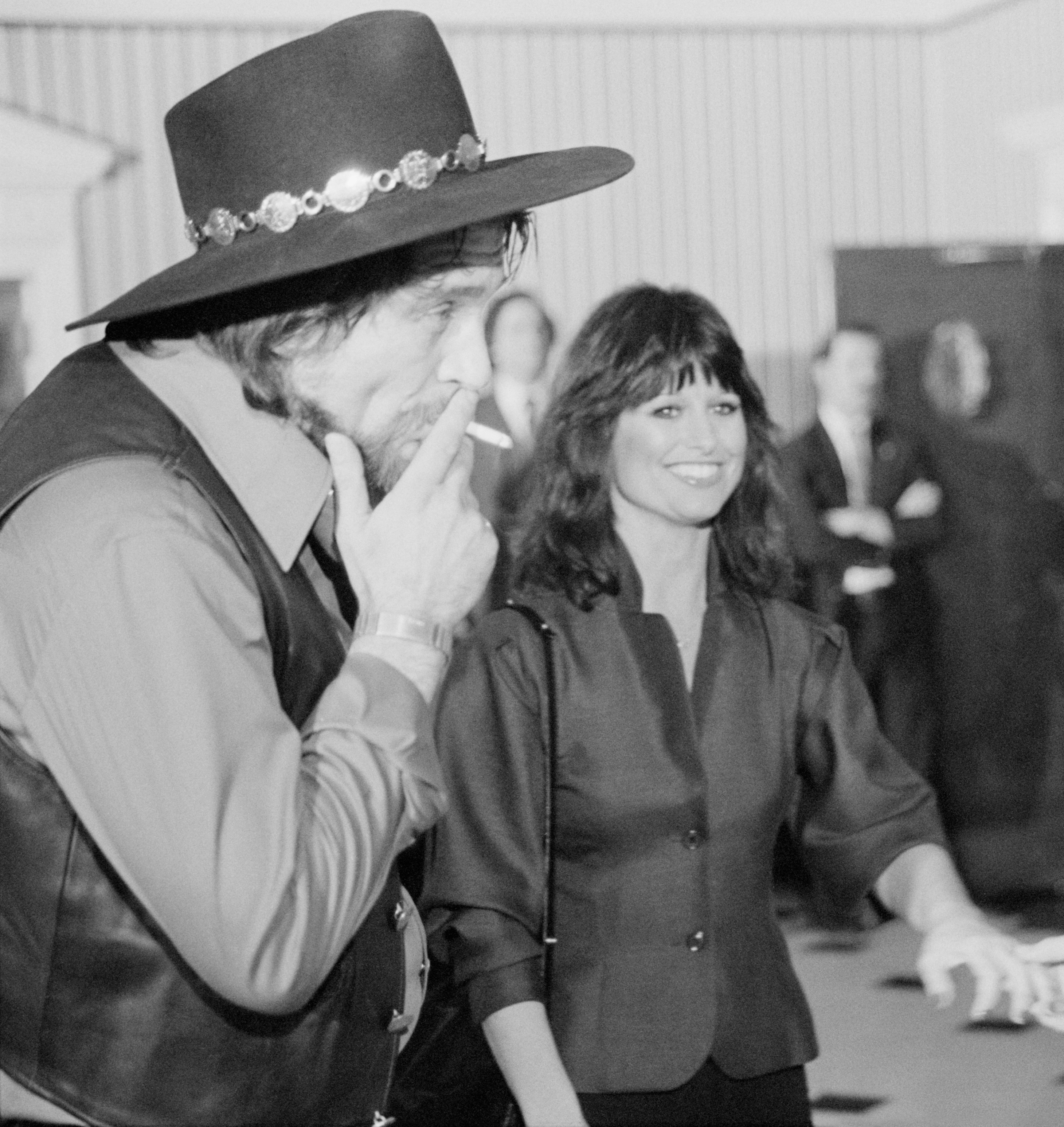
Waylon Jennings e Jessi Colter nel 1980

È conosciuta soprattutto per aver collaborato spesso con suo marito, il cantante Waylon Jennings. Il suo brano più famoso è I'm Not Lisa, del 1975.
Jessi Colter è stata una delle poche artiste ad emergere dal movimento "outlaw country" della metà degli anni '70. Dopo aver incontrato Waylon Jennings, ha iniziato la carriera nella musica country, pubblicando il suo primo LP in studio nel 1970, “A Country Star Is Born”. Cinque anni dopo è uscito "I'm Not Lisa", che ha raggiunto la vetta delle classifiche country e raggiunto la top five delle classifiche pop. 

## Discografia
- 1970 - A Country Star Is Born
- 1975 - I'm Jessi Colter
- 1976 - Wanted! The Outlaws (con Tompall Glaser, Waylon Jennings e Willie Nelson)
- 1976 - Jessi
- 1976 - Diamond in the Rough
- 1977 - Mirriam
- 1978 - That's the Way a Cowboy Rocks and Rolls
- 1978 - White Mansions (con AA.VV.)
- 1981 - Leather and Lace (con Waylon Jennings)
- 1981 - Ridin' Shotgun
- 1984 - Rock and Roll Lullaby
- 1995 - The Jessi Colter Collection
- 1996 - Jessi Colter Sings Just for Kids: Songs from Around the World
- 2003 - The Very Best of Jessi Colter: An Outlaw...a Lady
- 2006 - Out of the Ashes
- 2017 - The Psalms